# Gsengalmhütte
Die Gsengalmhütte liegt im Lammertal auf 1447 m ü. A. Höhe am östlichen Rand des Tennengebirges im Salzburger Land. Sie wird erst seit ein paar Jahren im Sommer bewirtschaftet und ist ein beliebtes Ausflugsziel für Wanderer geworden. Außerdem ist die Hütte ein guter Ausgangspunkt für Bergsteiger, die von hier aus Touren im östlichen Tennengebirges unternehmen können.

## Zugänge
- Von Abtenau mit der Gondelbahn zum Karkogel (1140 m), dann zu Fuß über den Karriedel zur Hütte, Gehzeit: 1 Stunde
- Von Abtenau mit dem Pkw bis zur Karalm (1000 m, Parkplatz), dann über den Karriedel zur Hütte, Gehzeit: 1½ Stunden
- Von Abtenau-Fischbach über Eggenreith und Schoberwald, Gehzeit: 2 Stunden
- Von Annaberg im Lammertal entweder über Schoberwald oder über Gwechenberghütte, Gehzeit je 2½ Stunden

## Übergänge
- Laufener Hütte (1725 m) über Firstsattel und Tagweide, Gehzeit: 4 Stunden
- Gwechenberghütte (1365 m) über die Gsenghöhe, Gehzeit: 1 Stunde

## Gipfelbesteigungen
- Kleiner Traunstein (1660 m), mittel, Gehzeit: 45 Minuten
- Schober (1810 m), leicht, Gehzeit: 1 Stunde
- Tagweide (2128 m), mittel, Gehzeit: 2½ Stunden